# Tmesisternus attenuatus
Tmesisternus attenuatus là một loài bọ cánh cứng trong họ Cerambycidae.